# Rodan (film)
Rodan este un film SF japonez din 1956 regizat de Ishirō Honda. În rolurile principale joacă actorii Kenji Sahara, Yumi Shirakawa, Yoshifumi Tajima.

## Actori
| Actor            | Personaj                            |
| ---------------- | ----------------------------------- |
| en:Kenji Sahara  | Shigeru Kawamura, colliery engineer |
| Yumi Shirakawa   | Kiyo, Shigeru's lover               |
| Akihiko Hirata   | Professor KYUichiro Kashiwagi       |
| Akio Kobori      | Police Chief Nishimura              |
| Yasuko Nakata    | Female Honeymooner                  |
| Minosuke Yamada  | Colliery Chief Osaki                |
| Yoshifumi Tajima | Izeki, reporter of Seibu Nippou     |
| Kiyoharu Onaka   | Male Honeymooner, Sunagawa's friend |